# Aynac
Aynac é uma comuna francesa na região administrativa de Occitânia, no departamento de Lot. Estende-se por uma área de 21,55 km². Em 2010 a comuna tinha 563 habitantes (densidade: 26,1 hab./km²).